# Ушаковский мост
Ушако́вский мост (в 1830—1952 годах — Стро́гановский мост, ранее — 2-й Каменноостро́вский мост) — автодорожный металлический разводной мост через Большую Невку в Санкт-Петербурге. Соединяет правый берег Большой Невки и Каменный остров, связывая Приморский и Петроградский районы. Памятник градостроительства и архитектуры регионального значения. Образует единый архитектурный комплекс с расположенным рядом Каменноостровским мостом.

## Расположение
Мост соединяет Каменноостровский проспект и улицу Академика Крылова.
Рядом с мостом расположена Военно-морская академия имени Н. Г. Кузнецова. У въезда на мост со стороны Каменного острова расположена церковь Рождества Иоанна Предтечи. Там же, в здании, которое первоначально служило вахтой моста, находится часовня иконы «Всецарица».
Выше по течению находится Кантемировский мост, ниже — 3-й Елагин мост.
Ближайшая станция метрополитена — «Чёрная речка».

## Название
Первоначально мост назывался Каменноостровским. В 1802 году такое же наименование присвоили соседнему мосту через Малую Невку, поэтому мост через Большую Невку стали называть Вторым Каменноостровским. C 1830-х годов за мостом закрепилось название Строганов или Строгановский мост — по расположенной на правом берегу Строгановской дачи (имению графа А. С. Строганова). Современное название мосту присвоено в память адмирала Ф. Ф. Ушакова 15 декабря 1952 года. 10 февраля 2010 года название Строгановский было присвоено безымянному пешеходному мосту, который расположен поблизости и ведет на территорию Строгановского парка.

## История

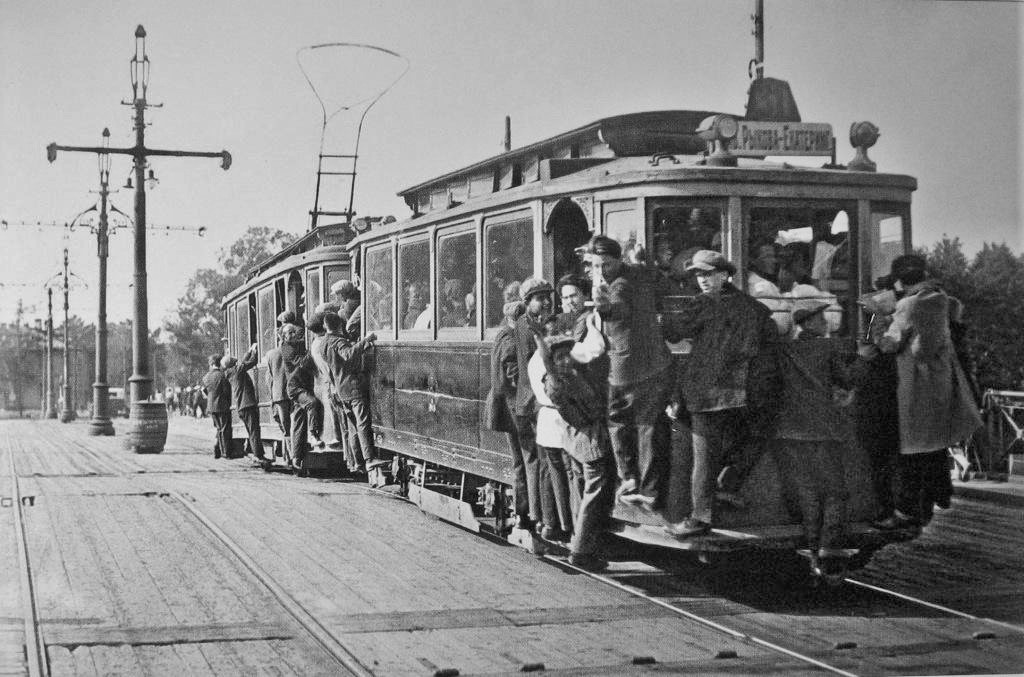
Трамвай МС-1 + ПС на Строгановском мосту, 1933 год

Первый наплавной плашкоутный мост между восточной оконечностью Каменного острова и Новой Деревней появился в 1786 году и состоял из двенадцати плашкоутов. В начале XIX века в результате реконструкции их осталось одиннадцать. Затем мост был заменён свайным и перенесён западнее, в створ Строгановской улицы (ныне улица Академика Крылова). Между 1847 и 1853 годами здесь был построен многопролётный деревянный ригельно-подкосный мост с разводным пролётом. Длина моста составляла 288 м, пролёты по 12,8 м перекрывались одним бревном, усиленным шпренгелем. Опоры состояли из двух рядов свай, соединённых горизонтальными и наклонными схватками. Полотно моста состояло из двойного продольного дощатого настила, расположенного на поперечинах, поставленных через каждые 0,9 м. Расстояние между было прогонами 1,8 м.
Мост ремонтировался в 1861 и 1870 годах. В 1876 году мост был усилен для прокладки одиночного пути конки, разводная часть перестроена, с уширением на 1,8 м.
В 1886 году выполнен капитальный ремонт моста с сохранением подкосной конструкции по проекту инженера Н. М. Мазурова. Длина нового моста составила 261 м, сокращена от каждого берега на 10,7 м и заменена земляными выступами.
В 1906—1907 годах в связи с намеченным открытием трамвайного движения по Каменноостровскому проспекту мост был перестроен по проекту инженера А. П. Пшеницкого. Проезжая часть была моста была уширена с уменьшением стрелы подъёма разводного пролёта. Работы по производились комиссией городской думы по заведованию общественными работами. Технический надзор осуществлял инженер В. Р. Пац-Памарнацкий. В 1908 году по мосту открылось трамвайное движение.
В 1910—1911 годах была полностью перестроена надводная часть моста. В 1922 году мост загорелся от короткого замыкания в электрическом кабеле. 
В 1935 году деревянные пролётные строения разводного пролёта были заменены металлическими клёпаными балками. Мост был 18-ти пролётным деревянным длиной 248 м, шириной 17,6 м, в том числе проезжая часть 13,65 м и два тротуара по 1,95 м. Десятый пролёт от левого берега был разводным, двукрылым, раскрывающейся системы с горизонтальной осью вращения с электромеханическим приводом.
Существующий мост сооружён в 1953—1954 годах по проекту инженеров В. В. Демченко, Б. Б. Левина, архитекторов П. А. Арешева и В. С. Васильковского. Проект под девизом «Незримый разводной пролёт» предусматривал сооружение двух мостов (Ушаковского и Каменноостровского) по одной и той же типовой речной конструктивной схеме, с неравными нарастающими от берегов к середине реки размерами пролётов, пропорциональными толщине опор. В основу унификации был положен пятипролётный Каменноостровский металлический мост балочно-неразрезной системы с разводным пролётом посередине. Конструкция этого моста без изменений размеров постоянных и разводного пролётов, речных опор и их отметок была принята на Ушаковском мосту в качестве центральной русловой части, с обеих сторон которой были дополнительно запроектированы симметрично расположенные двухпролётные береговые аркады. Трасса моста была отклонена на незначительное расстояние от оси деревянного Строгановского моста. Строительство моста осуществляли СУ-1 и СУ-2 треста «Ленмостострой» под руководством главного инженера треста П. В. Андреевского, инженеров О. С. Чарноцкого, В. Е. Ефимова и ответственного производителя работ Ю. И. Сергеева.
В 1999—2000 годах при строительстве транспортной развязки было засыпано правобережное пролётное строение. Также выполнен ремонт проезжей части моста с заменой гидроизоляции, трамвайных путей и парапетов.

## Конструкция

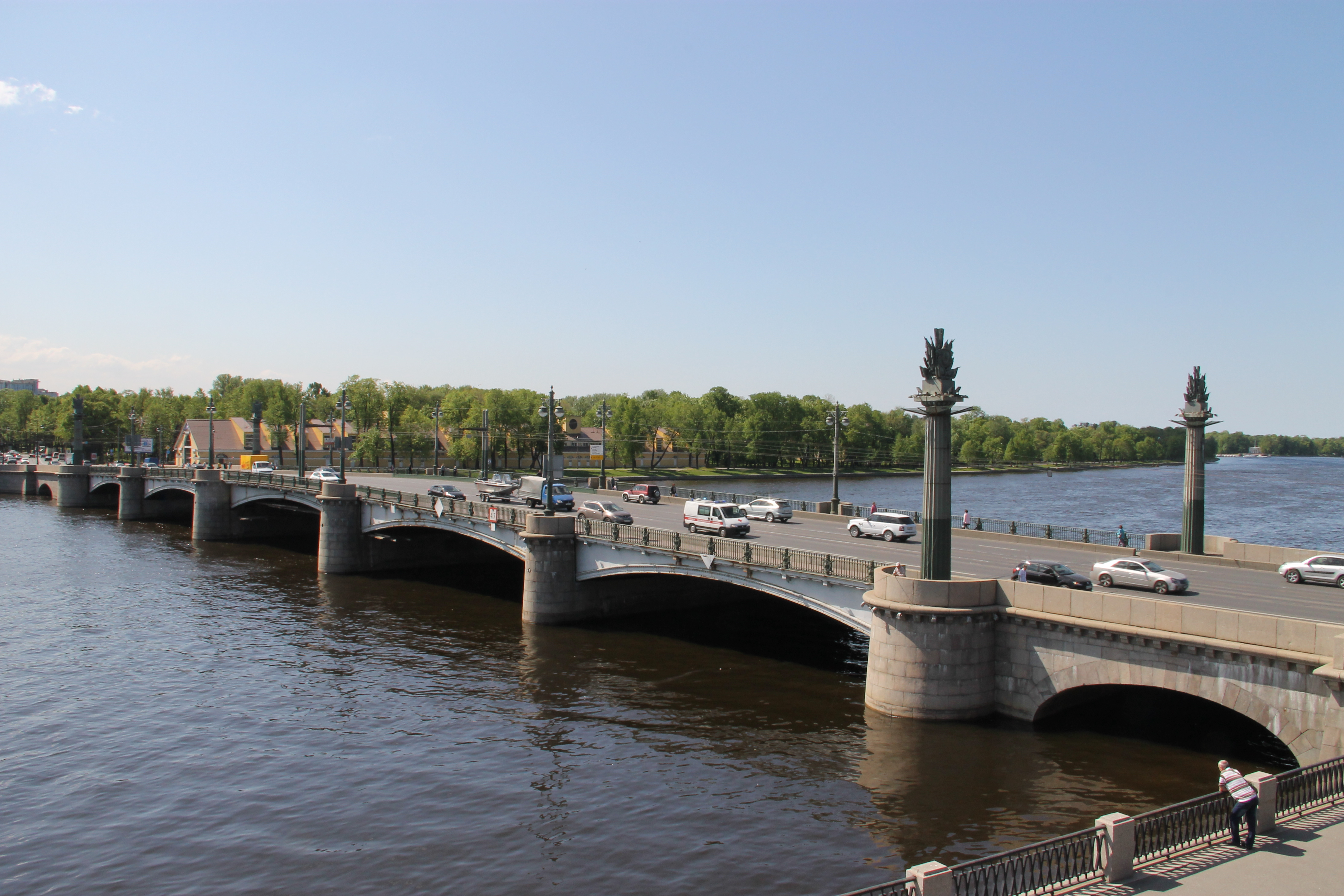
Ушаковский мост, вид с путепровода на северном берегу Большой Невки

Мост восьмипролётный разводной (3 боковых пролёта перекрыты железобетонными балками, 5 пролётов перекрыты металлическими пролётными строениями, в том числе центральный разводной пролёт). Длина моста 205 м, ширина — 27 м, в том числе два тротуара по 3 м и трамвайная полоса 7 м.
Стационарные сталежелезобетонные пролётные строения с расчётными пролётами 27,45 + 30,14 м. В поперечном сечении состоит из девяти сплошностенчатых сварных главных балок с криволинейным нижним поясом. Расстояние между главными балками – 3,31 м. Все балки попарно объединены распорками из прокатных двутавров №27 и №40. Все главные балки пролётных строений на промежуточных опорах и на устоях объединены домкратными балками сплошного двутаврового сечения. Фасадные и смежные с ними главные балки по всей длине в обоих пролетах связаны продольными связями крестовой системы. Плита проезжей части — монолитная железобетонная с покрытием из мелкозернистого асфальтобетона. 
Разводной пролёт перекрыт двукрылым пролётным строением откатно-раскрывающейся системы с жёстко прикрепленными противовесами. В поперечном сечении состоит из шести сварных главных балок двутаврового сечения переменной высоты, равной 3,03 м в начале дуги откатывания и 1,09 м в замке. В пределах длины крыла главные балки связаны между собой двумя сквозными поперечными балками и четырьмя сплошностенчатыми поперечными балками высотой 600 мм. По прогонам и главным балкам крыльев уложена железобетонная плита проезжей части с покрытием из мелкозернистого асфальтобетона.	
Эстакадные участки моста имеют вид двухпролётных каменных аркад и отделены от русловых опор пролетов массивными промежуточными опорами № 2 и № 7 толщиной 8 м. Железобетонные пролётные строения эстакад выполнены по схеме трёхпролётной неразрезной балки с расчетными пролетами 14,0 + 14,0 + 5,50 м. Пролёты длиною 5,50 м перекрывают пространство над опорами № 2 и № 7. В поперечном сечении состоят из девяти главных балок, связанных между собой железобетонной плитой проезжей части и поперечными диафрагмами. Фасадным ребрам балочных пролётных строений придано очертание декоративных арочных сводов. Рёбра имеют нижние декоративные фартуки, их фасадные плоскости покрыты навесной гранитной облицовкой, имитирующей кладку арочных мостов. 
Устои моста монолитные. Фундаменты устоев выполнены в виде свайных ростверков на деревянных сваях диаметром 30 см длиной до 13 м. Фасадные поверхности устоев облицованы гранитом. Все промежуточные опоры монолитные, заложенные на высоких свайных ростверках и облицованы с фасадных сторон гранитом. Сваи ростверков выполнены из металлических труб диаметром 426 мм и длиной до 35 м, заполненных бетоном. Бетонное заполнение свай армировано. Внизу свай устроены камуфлетные уширения.
Мост предназначен для движения автотранспорта, трамваев и пешеходов. Проезжая часть включает в себя 4 полосы для движения автотранспорта (по две в каждом направлении) и 2 трамвайных пути. Покрытие проезжей части и тротуаров — асфальтобетон. Тротуар отделен от проезжей части на постоянных пролётах гранитным парапетом, а на разводном пролёте — металлическим. На мосту установлено чугунное перильное ограждение индивидуального художественного литья. На устоях, железобетонных сводах и на всех опорах установлен гранитный парапет. При въездах на моста на опорах № 2 и № 7 установлены чугунные колонны, обработанные каннелюрами и увенчанные бронзовыми завершениями с барельефами ордена Ушакова.